# Surprise Party
Surprise Party ist ein französischer Film (1983) von Roger Vadim.

## Inhalt
In den 1950er Jahren sorgte die junge Anne Lambert in Amboise für Wirbel: Sie und Freundin Marie-Jo hatten eine Nacht im Bett von Henri IV im Château de Chenonceau verbracht. Dann beginnt eine Verwirrung der Liebschaften: Anne liebt den starken und schönen Mechaniker Marco, dem niemand widerstehen kann, selbst der junge David Auerbach nicht. Die Liebesspiele von Anne und ihren Freunden werden mit verführerischen Neuankömmlingen in der Kleinstadt intensiviert: der schöne Christian Bourget kommt mit seiner attraktiven Mutter Lisa in die Stadt. Die beiden verdrehen allen den Kopf. Anne ist schließlich eifersüchtig auf Marie-Jo, die sich aus Trotz in die Arme von Sammy wirft, Davids großem Bruder, der seit einigen Tagen nach Amboise gekommen ist. So wird alles kompliziert. Weil Marco, von Lisa Bourget abgelehnt, laut verkündet, dass ihr Ehemann ein ehemaliger Minister von Pétain ist, der in Spanien Zuflucht gesucht hat, weil Christian, traumatisiert, nur einen Wunsch hat: zu fliehen und seine Familie zu erlösen. Denn er hat Marie-Jo geschwängert.

## Hintergrund
Neben den beiden Jungstars Philippine Leroy-Beaulieu und Charlotte Walior besetzte Roger Vadim seinen Sohn Christian Vadim für die männliche Hauptrolle. In den Rollen der Erwachsenen spielen Stars, die vorher bei Vadim gedreht hatten: Michel Duchaussoy, Robert Hossein und Maurice Ronet sowie Caroline Cellier und Mylène Demongeot. Demongeot schreibt 2011 in ihren Memoiren Mémoires de cinéma, une vie et des films: „Ich habe das Drehbuch gelesen, das mich enttäuscht. Schön, nichts weiter, aber ich sage ja. Für Vadim, für Duchaussoy. An den ersten Kostümvorschlägen kann ich erkennen, dass etwas nicht stimmt! Alles ist durchschnittlich und für einen Regisseur wie ihn undenkbar. An meinem ersten Drehtag falle ich von oben und meine Befürchtungen erweisen sich als berechtigt. Es ist ein kleiner Film mit einem sehr kleinen Budget. Und wohin ist sein berühmtes Team gegangen, sein talentiertes Team, das ihm jahrelang geholfen hat, immense Bekanntheit zu erlangen? Vadim kommt zu spät zum Shooting und als er uns dirigiert, ist er distanziert und gleichgültig.“